# Mesterholdenes Europa Cup i håndbold 1978-79 (mænd)
Mesterholdenes Europa Cup i håndbold 1978–79 for mænd var den 19. udgave af Mesterholdenes Europa Cup i håndbold for mænd. Turneringen havde deltagelse af 26 klubhold, som sæsonen forinden var blevet nationale mestre, og den blev afviklet som en cupturnering, hvor alle opgørene for første gang i turneringens historie blev afgjort over to kampe (ude og hjemme). Indtil da var finalen blevet afgjort i én kamp.
Turneringen blev vundet af TV Großwallstadt fra Vesttyskland, som i finalen i besejrede SC Empor Rostock fra Østtyskland med 30-28 over to kampe. Det var første gang at den vesttyske klub vandt Mesterholdenes Europa Cup.
Danmarks repræsentant i turneringen var Fredericia KFUM, som blev slået ud i ottendedelsfinalen af BC Calpisa Alicante fra Spanien, som vandt med 35-32 over to kampe.

## Resultater

### 1/16-finaler
| Dato   | Dato   | Hjemmehold i 1. kamp | Udehold i 1. kamp      | Resultat | Resultat | Resultat |
| 1.kamp | 2.kamp | Hjemmehold i 1. kamp | Udehold i 1. kamp      | Samlet   | 1.kamp   | 2.kamp   |
| ------ | ------ | -------------------- | ---------------------- | -------- | -------- | -------- |
| ?      | ?      | Volani Rovereto      | ASKÖ Linz              | 27–42    | 11-10    | 16-32    |
| ?      | 21.10. | SV Hermes            | Sporting Neerpelt      | 36–42    | 18-16    | 18-26    |
| 19.10. | ?      | IL Refstad           | Valur                  | 28–28    | 16-14    | 12-14    |
| ?      | ?      | Dinamo Bucuresti     | CSKA Sofia             | 54–35    | 23-17    | 31-18    |
| ?      | ?      | CSKA Moskva          | Kronohagens IF         | 70–33    | 35-19    | 35-14    |
| 14.10. | 21.10. | Kirkby Select HC     | Fola Esch              | 26–48    | 14-24    | 12-24    |
| ?      | ?      | RK Željezničar       | Hapoel Petah Tikva     | ?–?      | ?-?      | ?-?      |
| ?      | ?      | TV Zofingen          | ?                      | ?–?      | ?-?      | ?-?      |
| ?      | ?      | Sporting             | Stella Sports St. Maur | ?–?      | ?-?      | ?-?      |
| ?      | ?      | HK Drott Halmstad    | HF Neistin             | ?–?      | ?-?      | ?-?      |

### 1/8-finaler
| Dato   | Dato   | Hjemmehold i 1. kamp   | Udehold i 1. kamp | Resultat | Resultat | Resultat |
| 1.kamp | 2.kamp | Hjemmehold i 1. kamp   | Udehold i 1. kamp | Samlet   | 1.kamp   | 2.kamp   |
| ------ | ------ | ---------------------- | ----------------- | -------- | -------- | -------- |
| ?      | ?      | TV Großwallstadt       | ASKÖ Linz         | 28–26    | 14-11    | 14-15    |
| 11.12. | 14.12. | BC Calpisa Alicante    | Fredericia KFUM   | 35–32    | 16-12    | 19-20    |
| 9.12.  | ?      | Valur                  | Dinamo Bucuresti  | 39–45    | 19-25    | 20-20    |
| ?      | ?      | CSKA Moskva            | WKS Slask Wroclaw | 59–49    | 35-23    | 24-26    |
| 8.12.  | 15.12. | Fola Esch              | SC Empor Rostock  | 24–51    | 10-25    | 14-26    |
| ?      | ?      | VSZ Košice             | Sporting Neerpelt | ?–?      | ?-?      | ?-?      |
| ?      | ?      | RK Željezničar         | Budapest Honvéd   | ?–?      | ?-?      | ?-?      |
| ?      | ?      | Stella Sports St. Maur | HK Drott Halmstad | ?–?      | ?-?      | ?-?      |

### Kvartfinaler
| Dato   | Dato   | Hjemmehold i 1. kamp   | Udehold i 1. kamp   | Resultat | Resultat | Resultat |
| 1.kamp | 2.kamp | Hjemmehold i 1. kamp   | Udehold i 1. kamp   | Samlet   | 1.kamp   | 2.kamp   |
| ------ | ------ | ---------------------- | ------------------- | -------- | -------- | -------- |
| ?      | ?      | TV Großwallstadt       | VSZ Košice          | 34–27    | 17-12    | 17-15    |
| ?      | ?      | Stella Sports St. Maur | Budapest Honvéd     | 39–51    | 19-25    | 20-26    |
| ?      | ?      | Dinamo Bucuresti       | BC Calpisa Alicante | 48–38    | 28-14    | 20-24    |
| ?      | ?      | CSKA Moskva            | SC Empor Rostock    | 36–37    | 22-20    | 14-17    |

### Semifinaler
| Dato   | Dato   | Hjemmehold i 1. kamp | Udehold i 1. kamp | Resultat | Resultat | Resultat |
| 1.kamp | 2.kamp | Hjemmehold i 1. kamp | Udehold i 1. kamp | Samlet   | 1.kamp   | 2.kamp   |
| ------ | ------ | -------------------- | ----------------- | -------- | -------- | -------- |
| ?      | ?      | TV Großwallstadt     | Budapest Honvéd   | 42–36    | 18-9     | 24-27    |
| ?      | ?      | SC Empor Rostock     | Dinamo Bucuresti  | 37–36    | 19-14    | 18-22    |

### Finale
Finalen blev for første gang i turneringens historie afviklet over to kampe.
| Dato   | Dato   | Hjemmehold i 1. kamp | Udehold i 1. kamp | Resultat | Resultat | Resultat |
| 1.kamp | 2.kamp | Hjemmehold i 1. kamp | Udehold i 1. kamp | Samlet   | 1.kamp   | 2.kamp   |
| ------ | ------ | -------------------- | ----------------- | -------- | -------- | -------- |
| 22.4.  | 29.4.  | TV Großwallstadt     | SC Empor Rostock  | 30–28    | 14-10    | 16-18    |